# 織田長宇
織田 長宇（おだ ながのき）は、江戸時代中期から後期にかけての大名。大和国芝村藩9代藩主。通称は徳三郎。官位は従五位下・左衛門佐。長政流織田家9代。

## 生涯
8代藩主・織田長教の長男（次男とも）として芝村にて誕生。
寛政7年（1795年）2月15日、11代将軍・徳川家斉に御目見する。同年4月26日、長教の隠居により家督を相続する。同年12月17日、従五位下左衛門佐に叙任する。文化2年（1805年）、駿府加番を命じられる。文政9年（1826年）3月27日に隠居し、三男の長恭に家督を譲る。
天保10年（1839年）5月25日、芝村において死去、享年74。墓所は奈良県の慶田寺。蹴鞠の名手であったという。

## 系譜
子女は7男6女。なお、竹尾善筑は、その著書『即事考』に長宇の娘が家来と駆け落ちした事件を記している。
- 父：織田長教
- 母：不詳
- 正室：阿部正賀の養女 - 阿部正保の娘
  - 三男：織田長恭
- 生母不明の子女
  - 五男：萩原言偏
  - 六男：荻原徳拠
  - 七男：渡会喬久
  - 女子：織田信順正室